# Böhlen (Thüringen)
Böhlen is een plaats en voormalige gemeente in de Duitse deelstaat Thüringen en maakt deel uit van de Ilm-Kreis.

De gemeente maakte deel uit van de Verwaltungsgemeinschaft Großbreitenbach tot deze op 1 januari 2019 werd opgeheven, en alle gemeenten van het samenwerkingsverband werden opgenomen in de gemeente Großbreitenbach.
Böhlen was tot en met de 16e eeuw een mijnwerkersnederzetting, die het karakter had van een kleine bergstad, met speciale aan de mijnbouw gerelateerde privileges. De Dertigjarige Oorlog (1618-1648) was voor het vlek catastrofaal; grote branden en pestepidemieën troffen  Böhlen ook daarna meermaals. De laatste grote ramp was een brand in 1867, waardoor Böhlen grotendeels in de as werd gelegd.
Sinds de 19e eeuw is Böhlen een plattelandsdorp met enige gevarieerde nijverheid van lokale betekenis.

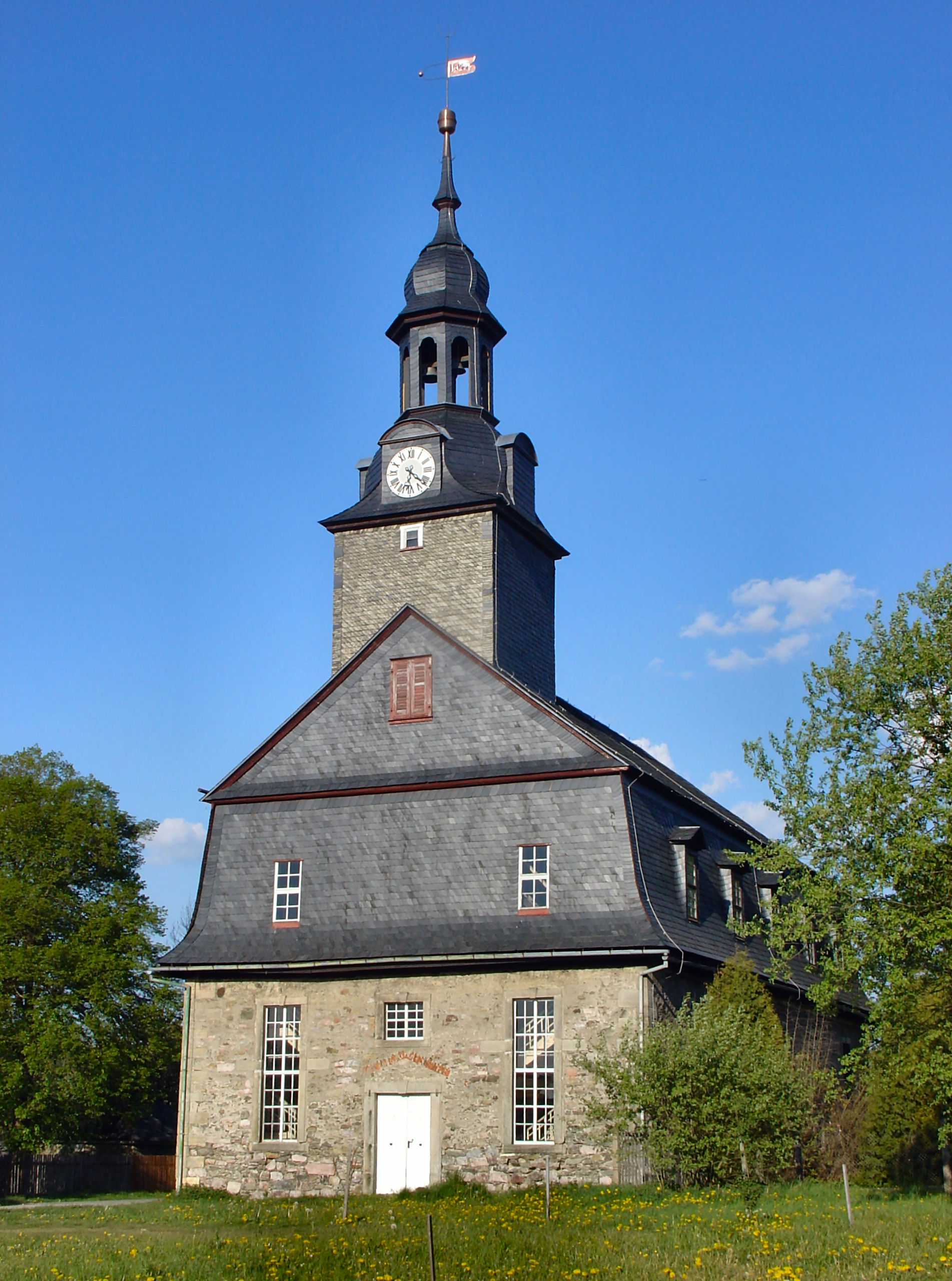
De kerk van Böhlen

Allersdorf · Altenfeld · Böhlen · Friedersdorf · Gillersdorf · Großbreitenbach · Herschdorf · Neustadt am Rennsteig · Wildenspring · Willmersdorf